# آشیل پاروش
آشیل پاروش (فرانسوی: Achille Paroche‎؛ ۱ مارس ۱۸۶۸ – ۲۷ مهٔ ۱۹۳۳) تیرانداز اهل فرانسه بود.
وی همچنین برندهٔ جوایزی همچون لژیون دونور (افسر) شده‌است.
وی در مسابقات کشوری و بین‌المللی در مجموع برندهٔ ۱ مدال طلا، ۳ مدال نقره، ۱ مدال برنز شده‌است.